# Mariakerk (Stendal)
De Mariakerk (Duits: Marienkirche) is een protestantse kerk in de stijl van de baksteengotiek in het centrum van Stendal (Saksen-Anhalt). Nabij de markt gelegen was het de kerk van het koopliedengilde. De kerk ligt in de onmiddellijke nabijheid van het raadhuis en diende dus ook als raadskerk. De 82 meter hoge torens van de Mariakerk overtreffen in hoogte zelfs de torens van de Sint-Nicolaasdom, hetgeen getuigde van het zelfbewustzijn van de burgerlijke stand van de stad.

## Bouw en geschiedenis
In de 12e ontstond op de plek van de huidige kerk een romaanse basiliek. De 13e-eeuwse beelden van de apostelen in het koorhek en het triomfkruis stammen nog uit deze kerk. Het westwerk werd in de late jaren van de 14e eeuw vergroot en de torens werden verhoogd tot de onderste klokkenkamer. Vanaf 1420 begon de nieuwbouw van de Mariakerk als laatgotische hallenkerk. Op de zuidelijke zijde ontstond het paradijs, dat in 1794 werd gesloopt. Het voltooide kerkgebouw werd op 24 augustus, de feestdag van de apostel Bartholomeüs, in het jaar 1447 gewijd. Enige jaren later werd de romaanse voorganger afgebroken. In de periode 1470-1473 werd de Marienzeitenkapelle aangebouwd.
Tijdens de reformatie vond in 1538 in de Mariakerk de eerste protestantse prediking door de bekende lutherse theoloog Justus Jonas de Oudere in de Mark Brandenburg plaats. In de 16e eeuw werden de torens voltooid. Het astronomisch uurwerk werd in 1580 ingebouwd.
Omdat men meende dat het door Albrecht Dürer gemaakt was, roofde men in de Dertigjarige Oorlog het Hiëronymus-altaar uit de kerk. Het staat tegenwoordig in het Kunsthistorisch Museum van Wenen. Grote renovaties vonden in de periodes 1834-1844 en 1965-1971 plaats. Vanaf 1995 werd het dak opnieuw met koper bedekt, werden er meerdere klokken gerestaureerd en kregen de vensters nieuwe ramen.

## Architectuur en interieur
De Mariakerk werd in de stijl van de baksteengotiek gebouwd. Ze heeft twee identieke torens, die door een brug met een dakruiter met elkaar verbonden zijn. Op het kerkschip bevindt zich een tweede dakruiter. Het gebouw betreft een drieschepige hallenkerk.
In de kerk zijn het hoogaltaar, het koorhek, de kansel, het doopvont, het astronomische uur onder de orgelgalerij en de klokken bezienswaardig. Uit de vroegere basiliek dateren de apostelbeelden in het koorhek uit de 13e eeuw en een triomfkruis uit de 14e eeuw.

### Altaar
Het 8 meter hoge en 6,72 meter brede hoogaltaar werd in 1470 in gemaakt en het jaar daarop in de Mariakerk opgesteld. Het betreft een vleugelaltaar en de 13 reliëfs in houtsnijwerk tonen scènes uit het leven van de Moeder Gods. De panelen op de beide zijden van het hogere deel zijn van latere datum (1581) en tonen drie scènes uit het leven van Christus en Abraham die zijn zoon Isaak offert. De reliëfs van de predella verbeelden zes gebeurtenissen uit het leven van Catharina van Alexandrië.

### Kansel
In 1844 verplaatste men de renaissancekansel van 1566 naar de huidige plek aan de eerste zuidelijke pijler. De kanselkuip uit 1566 staat op een baluster en bevat in de geornamenteerde nissen panelen met afbeeldingen van Mozes met de stenen tafelen, Johannes de Doper met het Lam, Christus als Salvator Mundi, de apostel Petrus met de sleutel, Paulus met het zwaard en ten slotte de evangelisten Matteüs met de engel en Marcus met de leeuw. In de wereldbol die Christus in Zijn hand houdt is het stadssilhouet van Stendal te zien, met centraal de torens van de Mariakerk.

### Doopvont
Het bronzen doopvont is een gotisch kunstwerk uit 1474. Het is rijkelijk bewerkt met beelden. De dragers van het doopvont zijn antropomorfe voorstellingen van de symbolen van de evangelisten. Drager één is de leeuw van Marcus, een menselijke gestalte met leeuwenkop (de tong werd apart gegoten en is te bewegen), drager twee is de in kleding gestoken adelaar van Johannes, drager drie is de stier van Lucas en als enige is drager vier, de engel van Matteüs, geheel van menselijke gestalte. De attributen die in de handen werden gehouden zijn allemaal verloren gegaan. Het bekken zelf telt naast een Madonna met Kind een zevental vrouwelijke heiligen. Daartussen bevinden zich in pinakelachtige nissen acht kleinere mannelijke heiligen.

### Orgel
Het orgel uit 1580 van Hans Scherer der Oudere werd in de 18e en 19e eeuw door meerdere orgelbouwers vergroot. In 1940 kreeg de firma Hammer uit Hannover de opdracht om het orgel te vernieuwen. Hammer bouwde nieuwe windladen en gebruikte bij de vernieuwing een groot deel van het oude pijpenbestand. Links en rechts werden aan de oude renaissance orgelkas pedaaltorens toegevoegd. Het orgel heeft een mechanische tractuur en een elektrische tractuur. Het instrument vervoegt over 2600 pijpen, 38 registers op 3 manualen.

### Klokken
De Mariakerk heeft in totaal twaalf klokken. De vier luidklokken dateren uit 1490, 1616 en 1598. De Marienglocke en de Faule Anna (luie Anna) werden beide in 1490 gegoten door een van Europa's belangrijkste klokkengieters, de Nederlander Geert van Wou. De Faule Anna kreeg haar naam omdat ze nooit alleen te horen is; ze luidt uitsluitend samen met de andere klokken.

## Afbeeldingen

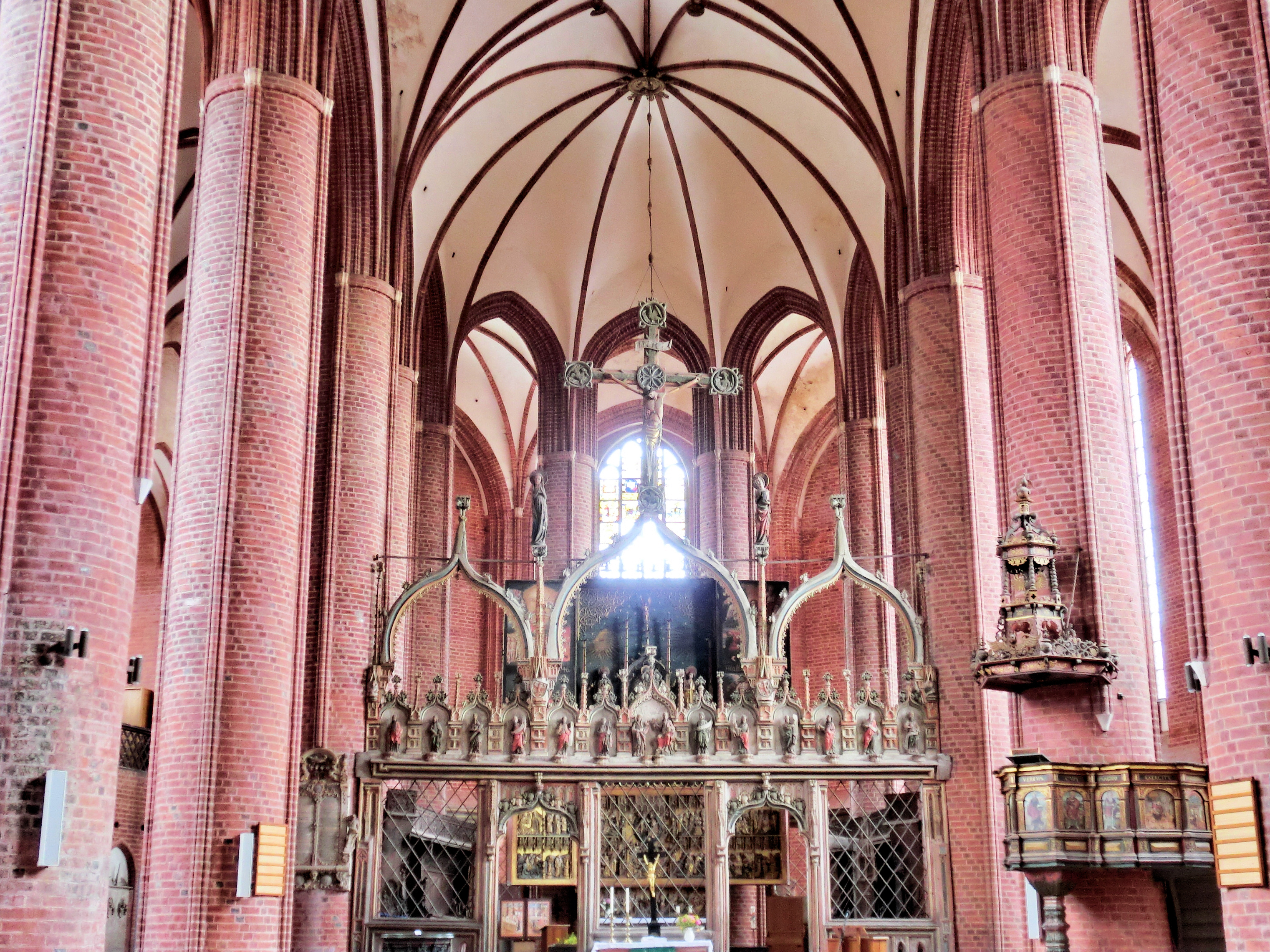
Koorhek
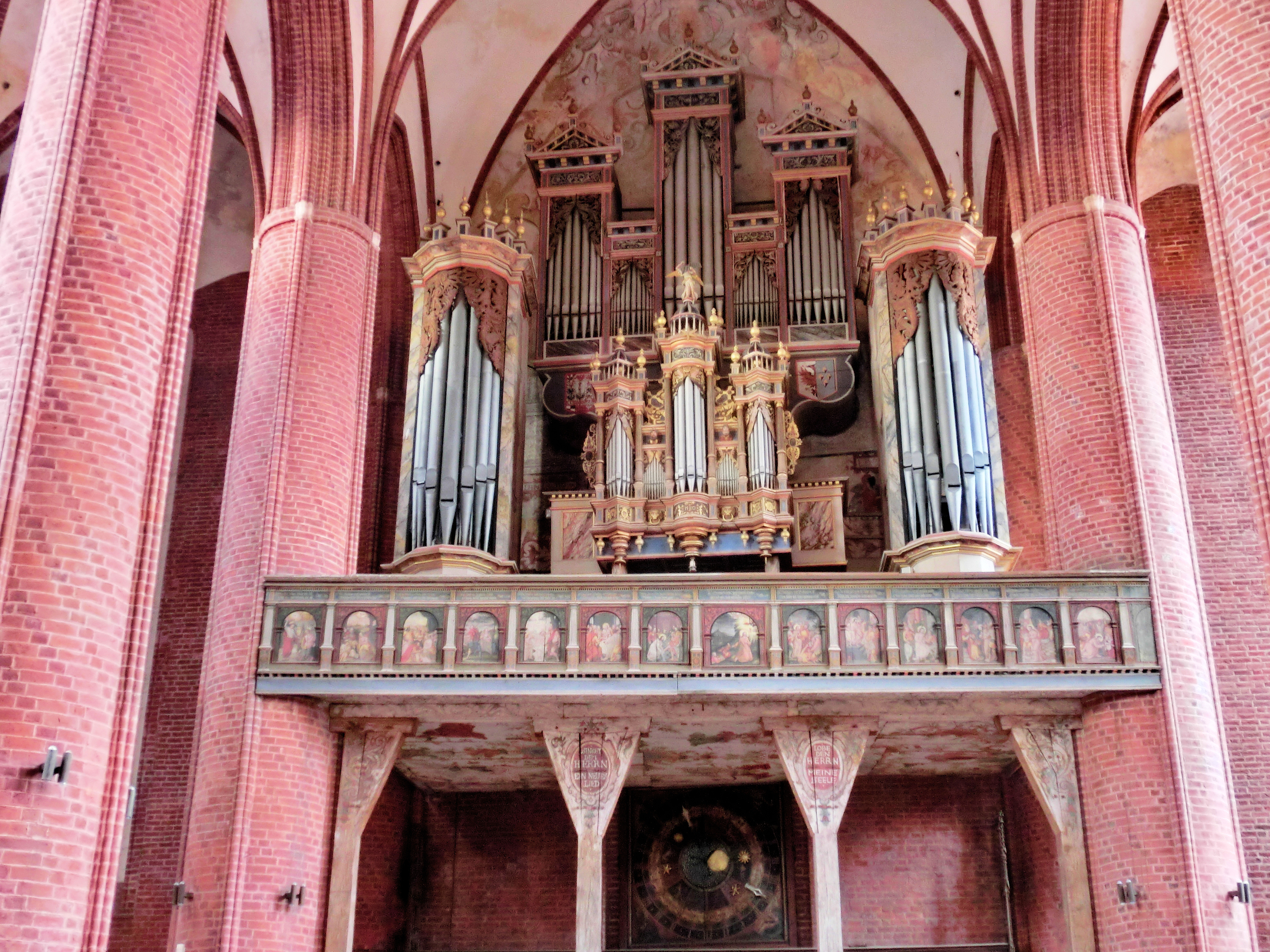
Orgel
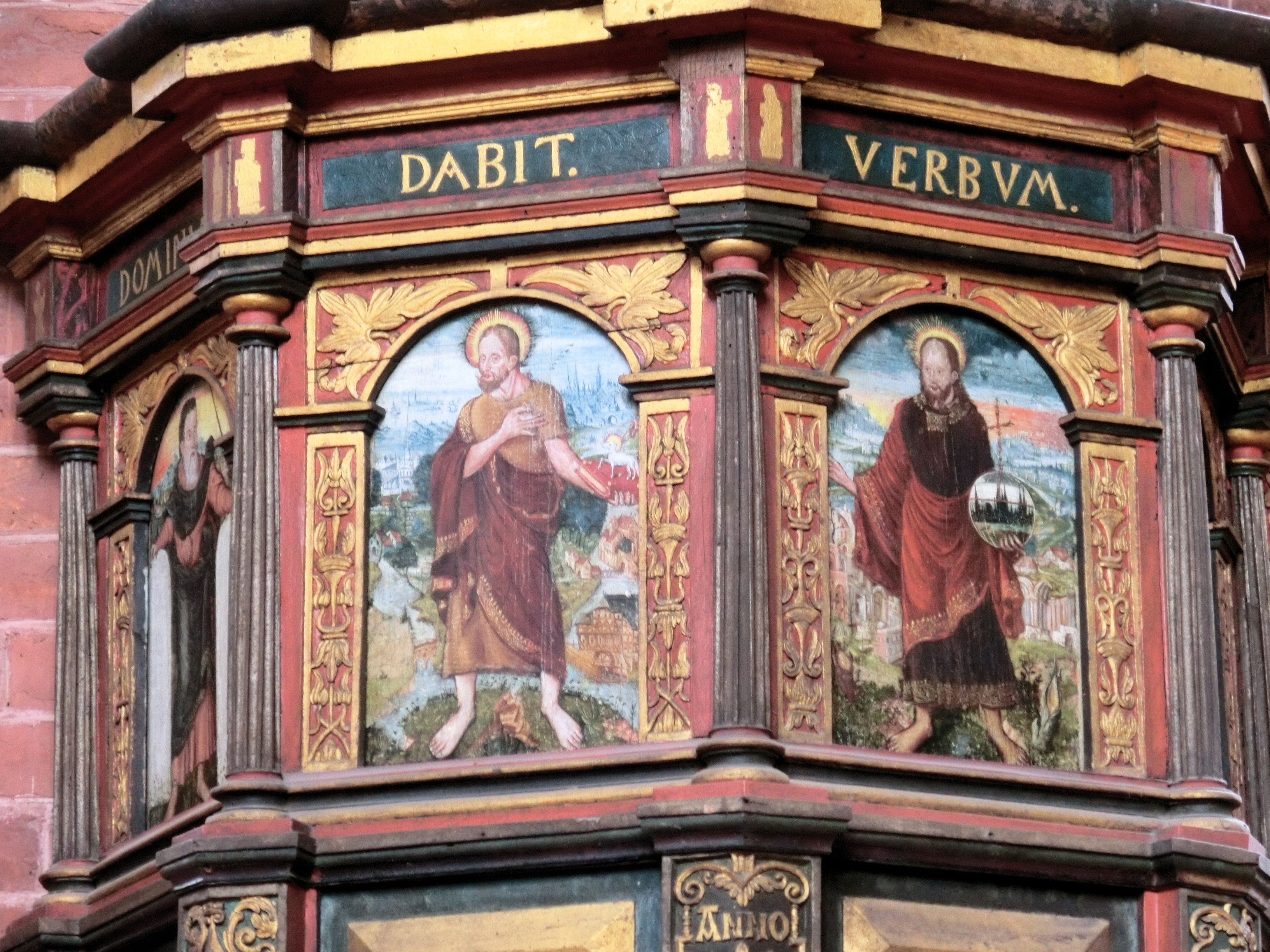
Detail kansel
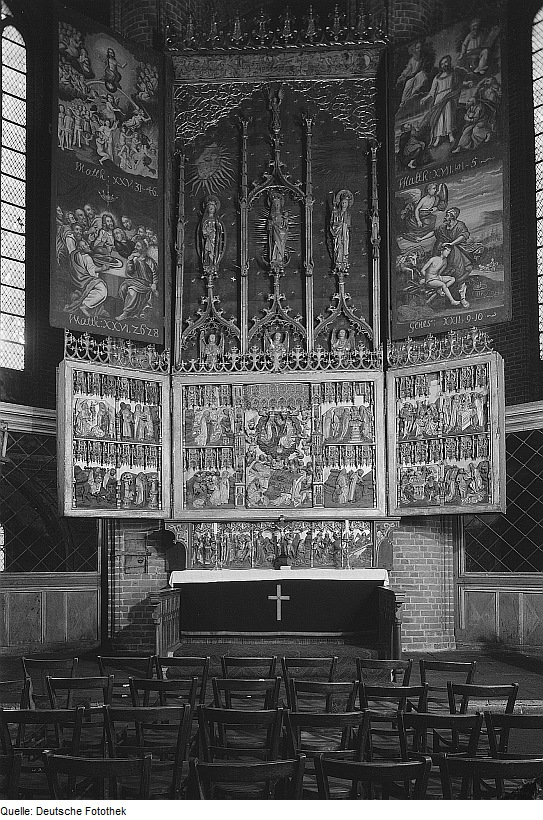
Altaar
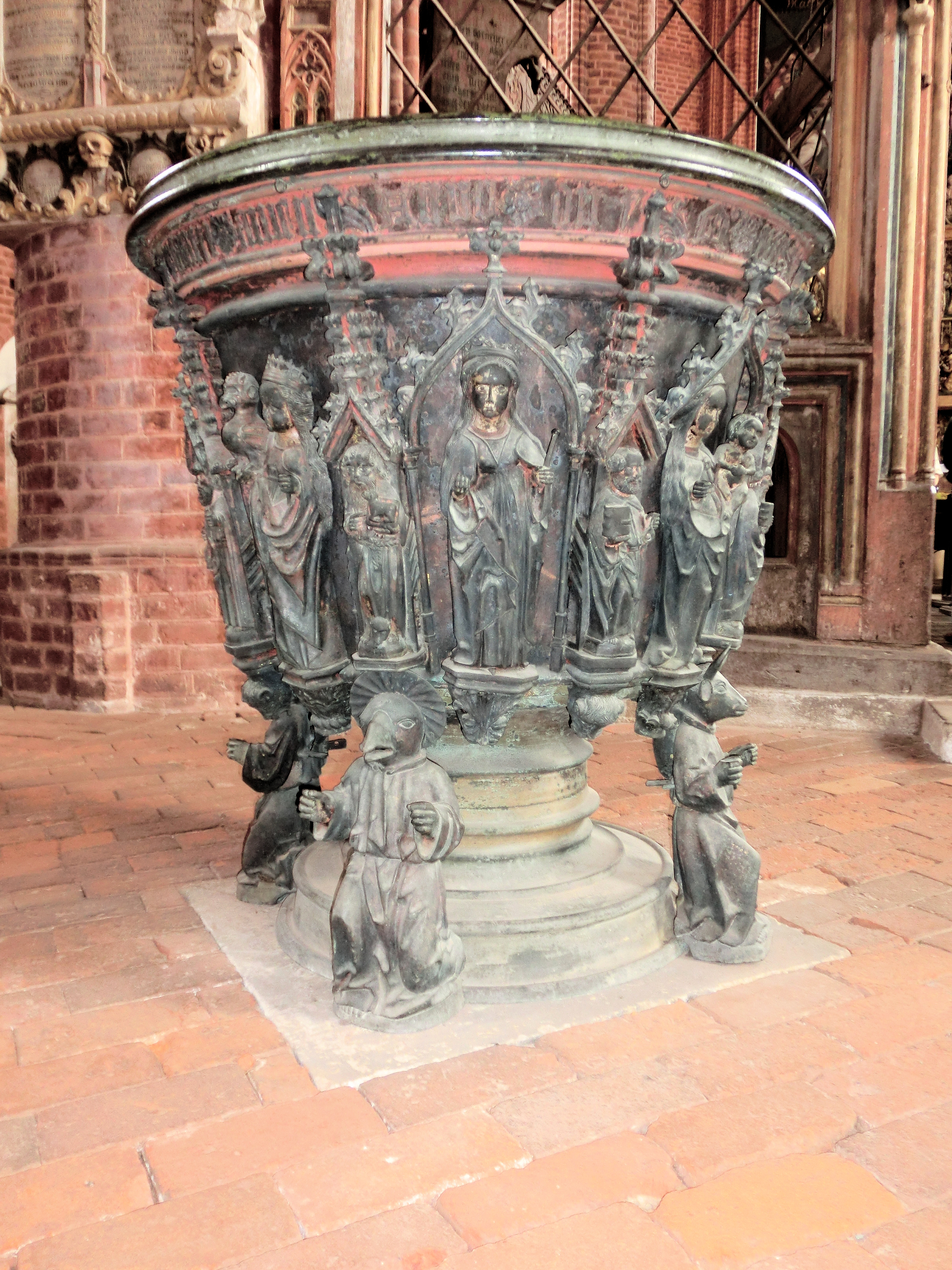
Bronzen doopvont
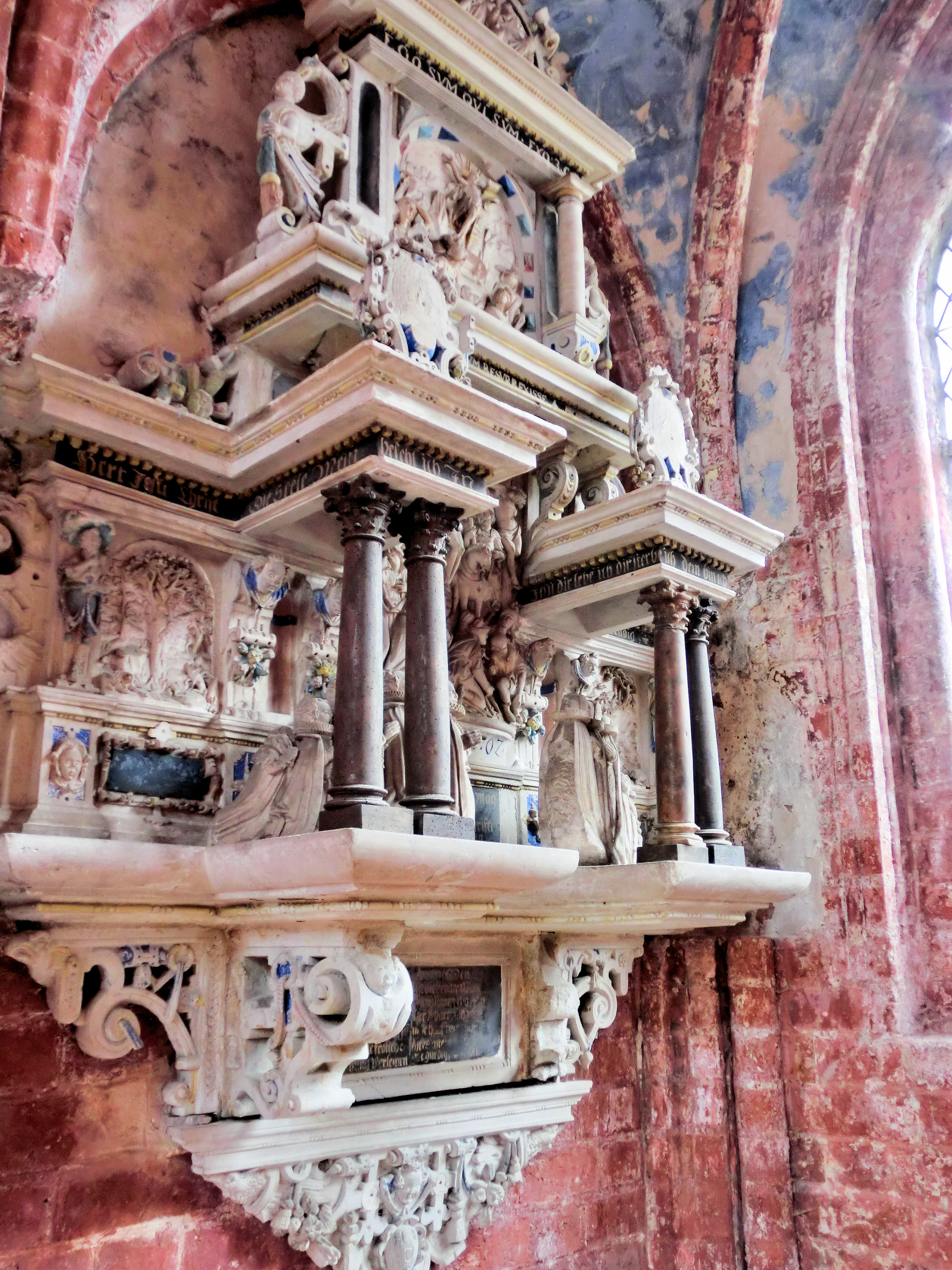
Epitaaf
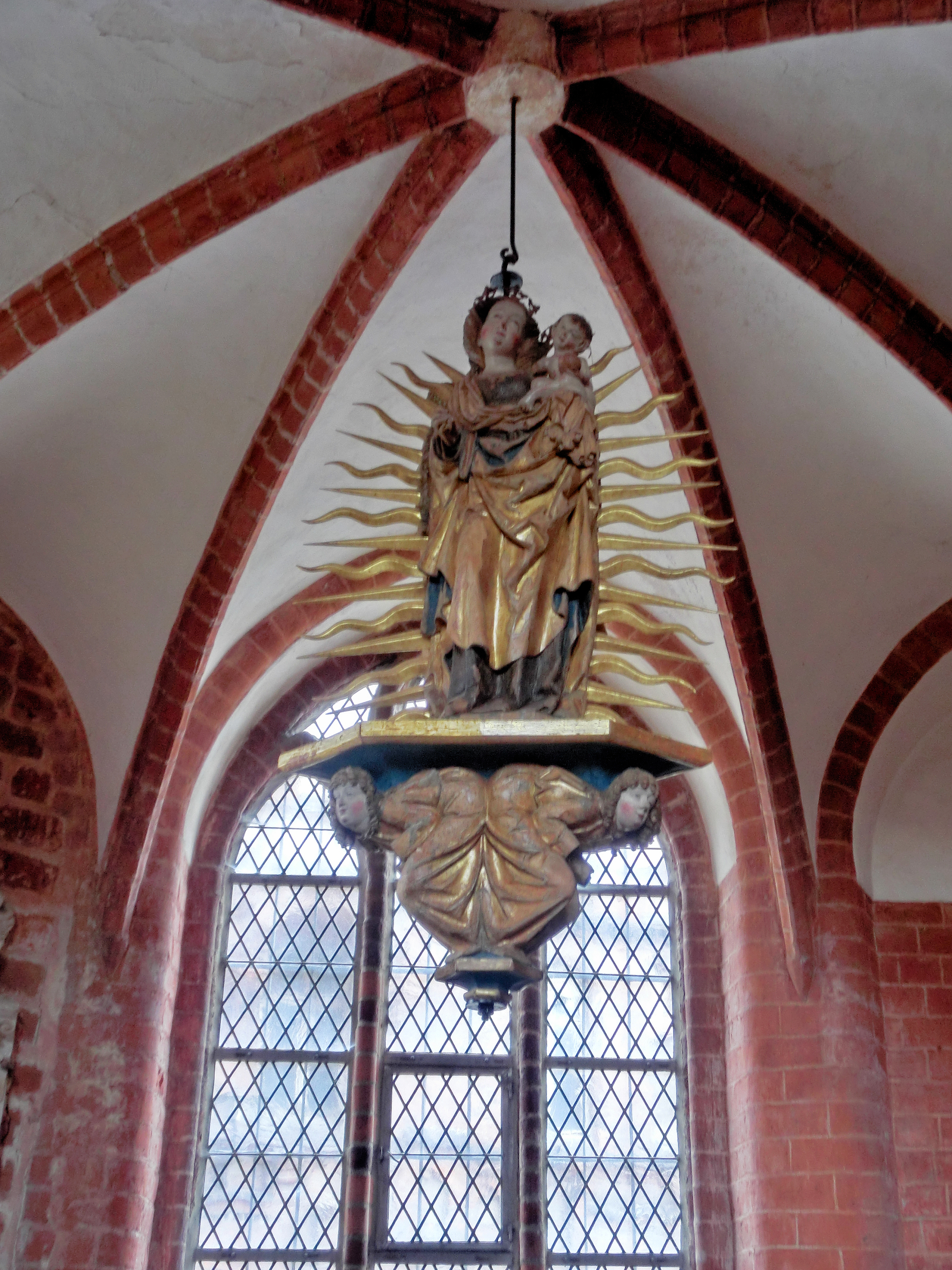
Stralenmadonna in zijkapel